# Verkhozérie
Verkhozérie (en rus: Верхозерье) és un poble de l'óblast de Vladímir, a Rússia, segons el cens del 2010 tenia 39 habitants. Pertany al districte municipal de Mélenki.